# Idaea alyssata
Idaea alyssata là một loài bướm đêm trong họ Geometridae.